# Depsang Plains
Depsang Plains är en slätt i Indien. Den ligger i den norra delen av landet, 700 km norr om huvudstaden New Delhi.